# Болото (Суворовский район)
Болото  — деревня в Суворовском районе Тульской области России. 
В рамках административно-территориального устройства относится к Добринской сельской территории Суворовского района, в рамках организации местного самоуправления входит в Северо-Западное сельское поселение.

## География
Расположена в 85 км к западу от центра города Тулы и в 12 км к северо-западу от центра города Суворов.

## Население
| 2002 | 2010 |
| ---- | ---- |
| 155  | ↘119 |